# 东新街道 (杭州市)
东新街道，中国浙江省杭州市拱墅区所辖街道。总面积7.3平方千米，总人口5.1万人。

## 辖区
朝晖街道现辖：
- 社区(15)：三塘北苑社区、新颜苑社区、三塘苑社区、三塘社区、灯塔社区、西文社区、沈家社区、东新园社区、沁苑社区、中舟社区、杭氧社区、德胜东村社区、富春园社区、长青苑社区、水漾苑社区